# توجی
تورج کشتکار با نام هنری توجی (به انگلیسی: Tooji) متولد ماه مه ۱۹۸۷ خواننده نروژی است که در شیراز-ایران به دنیا آمده‌است و به عنوان مدل نیز کار می‌کند. وی همجنسگرا است.
توجی به عنوان نماینده نروژ در مسابقه آواز یوروویژن ۲۰۱۲ که در باکو پایتخت آذربایجان برگزار شد شرکت کرد. وی در این مسابقه موفق به عبور از مرحله نیمه پایانی شد اما در فینال در میان ۲۶ شرکت کننده بیست و ششم شد.

## زندگی هنری
توجی متولد شیراز است اما از یک سالگی در نروژ زندگی می‌کند.
وی بعد از مدتی کار به عنوان مدل، در شبکه‌ام تی وی نروژ مشغول شد و برنامه‌های "Super Saturday"و "Tooji's Top 10" از کارهای وی در این شبکه بود.
او برنده مسابقه Melodi Grand Prix 2012 شده و شانس حضور در مسابقه آواز یوروویژن ۲۰۱۲ را به عنوان نماینده نروژ کسب کرد.
اولین کار هنری وی با نام "Swan Song" در سال ۲۰۰۸ ارائه گردید.
این خواننده جوان بعد از شرکت در نیمه نهایی دوم (Semi Final 2) مسابقه یوروویژن به عنوان نماینده کشور نروژ در شب ۴ خرداد ماه و خواندن آهنگ محبوبش Stay به فینال مسابقات یوروویژن ۲۰۱۲ باکو رسید و با گرفتن ۷ امتیاز به عنوان نفر آخر توسط ۴۲ کشور انتخاب شد.
در این مسابقه کشور سوئد اول شد.